# Asz-Szuruk
Asz-Szuruk (arab. الشروق) – miasto w Egipcie, w muhafazie Kair. W 2006 roku liczyło 22 570 mieszkańców.